# Neocallichirus audax
Neocallichirus audax is een tienpotigensoort uit de familie van de Callianassidae. De wetenschappelijke naam van de soort is voor het eerst geldig gepubliceerd in 1911 door De Man.